# 28-й истребительный авиационный полк ПВО
Не следует путать с 28-м гвардейским истребительным авиационным полком
Не следует путать с 28-м истребительным авиационным полком
Не следует путать с 28-м «А» истребительным авиационным полком ПВО
28-й истребительный авиационный полк ПВО (28-й иап ПВО) — воинская часть авиации ПВО, принимавшая участие в освобождении Западной Украины в 1939 году, освобождении Бессарабии в 1940 г. и в боевых действиях Великой Отечественной войны.

## Наименования полка
За весь период своего существования полк своё наименование не менял:
- 28-й истребительный авиационный полк ПВО[1][2];
- Войсковая часть (Полевая почта) 35468[1][2].

## История и боевой путь полка
28-й истребительный авиационный полк сформирован 8 мая 1938 года в Киевском Особом военном округе на аэродроме Скоморохи на основе 34-й, 35-й и 36-й истребительных авиационных эскадрилий 35-й истребительной авиационной бригады ВВС КОВО.

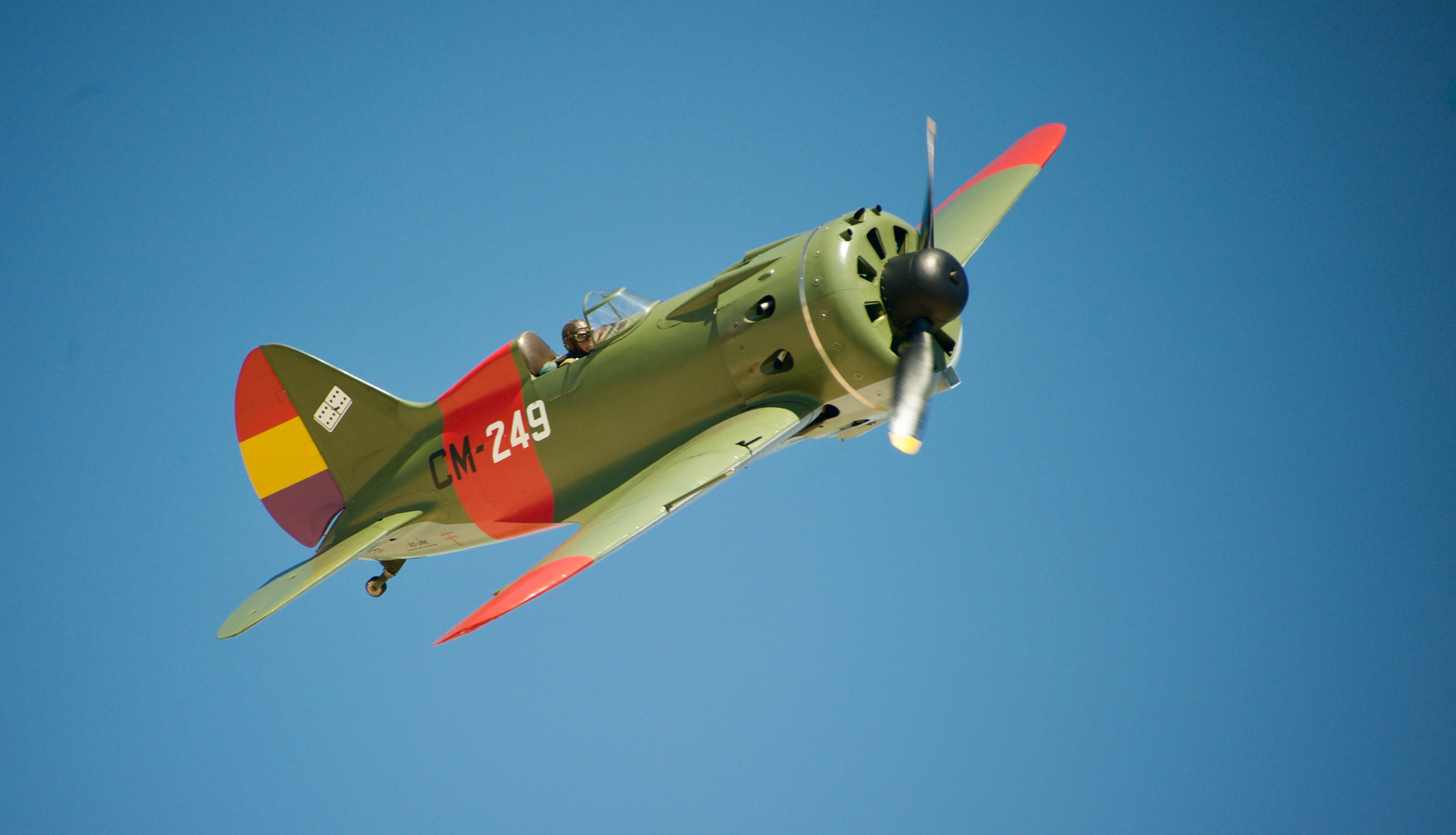
Одна из реплик И-16 тип 5 с опознавательными знаками Испанской республики. На таких самолётах летали лётчики полка в Испании

В 1938 году две эскадрильи полка убыли в командировку в Испанию. В июле 1939 года 1-я эскадрилья капитана Филькина убыла в МНР в состав ВВС 1-й Армейской группы для участия в Халхин-Гольском конфликте.
В период с 17 по 28 сентября 1939 года полк в составе 69-й истребительной авиационной бригады ВВС Украинского фронта принимал участие в освобождении Западной Украины на самолётах И-16 и И-15бис. В январе 1940 года одна эскадрилья полка убыла на советско-финляндскую войну. А в период с 28 июня по 9 июля 1940 года 69-й истребительной авиационной бригады ВВС 12-й армии Южного фронта принимал участие в освобождении Бессарабии на самолётах И-16.
С конца января (31.01.1941 г.) 1941 года полк приступил к переучиванию на новые истребители МиГ-3, первые тренировочные вылеты на МиГах произведены 27 февраля 1941 года.
Великую Отечественную войну полк встретил в составе 15-й смешанной авиадивизии ВВС Киевского Особого военного округа (с началом войны преобразованы в ВВС Юго-Западного фронта) имея в составе 63 самолёта МиГ-3 (из них 14 неисправных) и 20 И-16 (из них 7 неисправных). Перед началом войны полк базировался на аэродроме Чунев Львовского аэроузла.

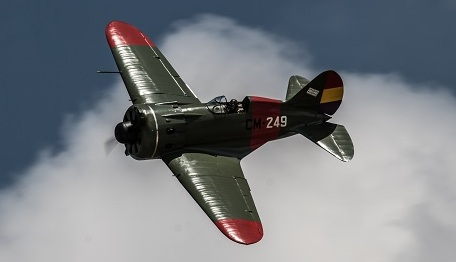
Самолёт И-16

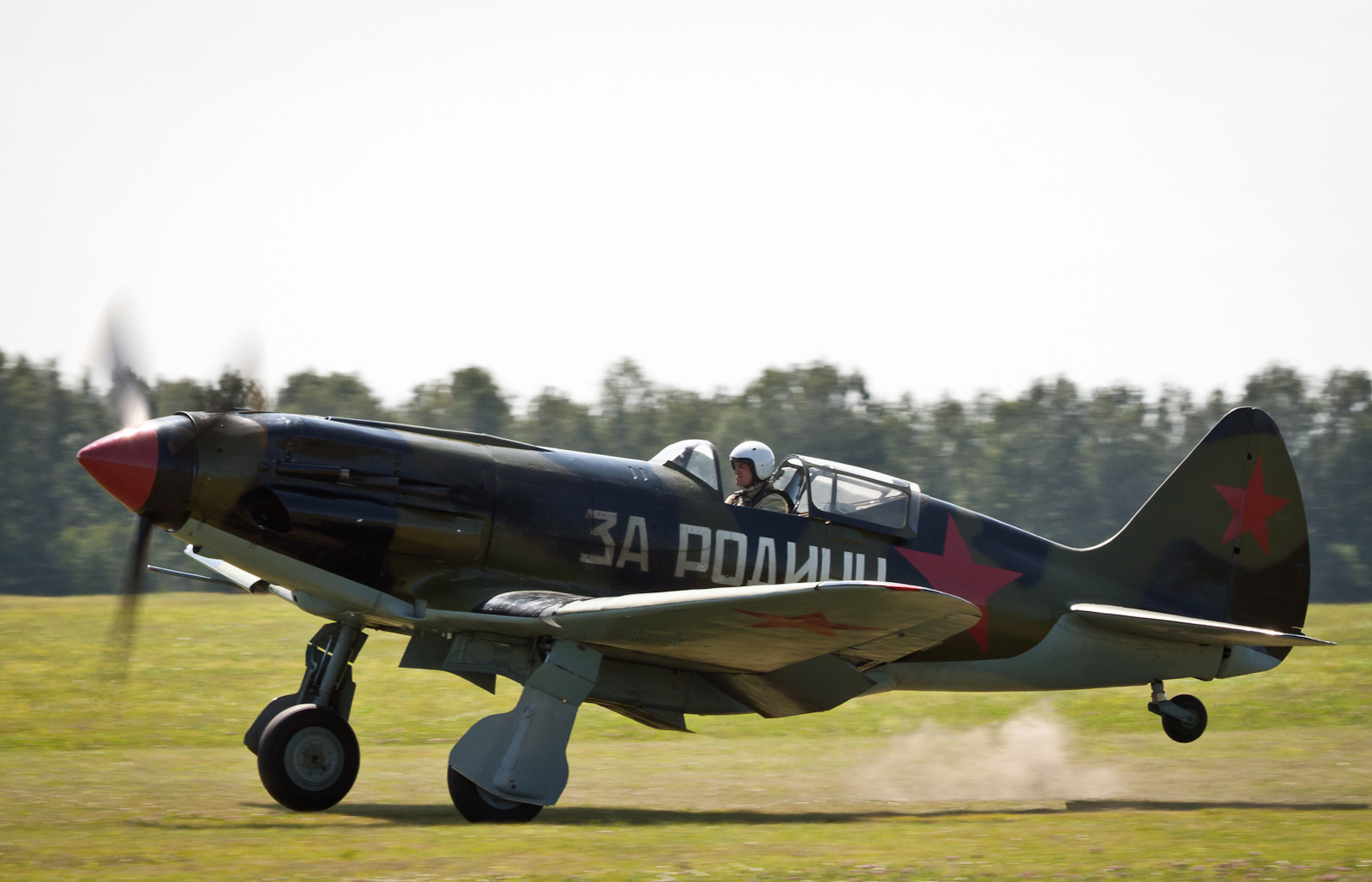
Самолёт МиГ-3

Командир полка 22 июня поднял дежурное звено до первого налёта противника, что позволило сохранить боеспособность полка. В течение дня одна группа истребителей полка была нацелена на перехват бомбардировщиков у Равы-Русской, а другая группа прикрывала Львов. Первая известная воздушная победа полка в Отечественной войне одержана 22 июня: старший лейтенант Бундюк И. С., пилотируя МиГ-3, в воздушном бою в районе деревни Синява сбил немецкий истребитель Ме-109. Всего лётчики полка к исходу дня выполнили к 114 самолётовылетов и сбили четыре самолёта противника. Отдельные лётчики и самолёты произвели в этот день от 8 до 10 вылетов. Наибольший урон полку нанесла своя же зенитная артиллерия, ставшая причиной гибели трёх самолётов МиГ-3. Количество исправных новых истребителей в полку к концу дня равнялось 19.
В середине июля (15.07.1941 г.) полк пополнен летным составом и самолётами за счёт 23-го иап 15 сад, убывающего в тыл на переформирование. 2 августа полк получил 12 самолётов МиГ-3. 8 октября 1941 года полк прибыл в Московский военный округ на аэродром Монино, где переформирован по штату 015/174 методом разделения на два полка — 28-й иап и 28-й «А» истребительный авиационный полк.

### Участие в операциях и битвах в составе 15-й смешанной авиационной дивизии
- Приграничные сражения — с 22 июня 1941 года по 27 июня 1941 года.
- Львовско-Луцкая оборонительная операция — с 27 июня 1941 года по 2 июля 1941 года.
- Уманская оборонительная операция — с 5 июля 1941 года по 4 августа 1941 года.
- Киевская операция[4] — с 11 июля 1941 года по 10 сентября 1941 года.
- Коростеньская оборонительная операция — с 11 июля 1941 года по 20 августа 1941 года.
- Оборонительная операция на подступах к Киеву — с 11 июля 1941 года по 20 августа 1941 года.
- Киевско-Прилуцкая оборонительная операция — с 20 августа 1941 года по 26 сентября 1941 года.

В составе 6-го истребительного авиационного корпуса ПВО Московской зоны ПВО на самолётах МиГ-3 полк приступил к боевой работе с 13 октября 1941 года с аэродрома Монино, осуществляя прикрытие города и военных объектов Москвы с воздуха, помимо выполнения задач ПВО, вылетал на прикрытие наземных войск, штурмовку войск противника, действуя в интересах командования фронтов. Весной 1942 года полк начал получать и осваивать американские истребители Р-39 «Аэрокобра». 5 апреля 1942 года вместе с 6-м иак ПВО вошёл в состав Московского фронта ПВО.
После преобразования 6-го иак ПВО 9 июня 1943 года в 1-ю воздушную истребительную армию ПВО Московского фронта ПВО вошёл во вновь сформированную в составе этого объединения 318-ю истребительную авиационную дивизию ПВО. С 4 июля 1943 года Московский фронт ПВО преобразован в Особую Московскую армию ПВО в составе Западного фронта ПВО. С 1 октября 1943 года полк исключён из действующей армии. 24 декабря 1944 года из расформированной ОМА ПВО вместе с 318-й иад ПВО передан в состав войск Центрального фронта ПВО. В феврале 1945 года полк начал перевооружаться на американские истребители Р-63 Кингкобра.

### Итого боевых действий полка в Великой Отечественной войне
- Совершено боевых вылетов — 7957[1].
- Проведено воздушных боев — 883[1].

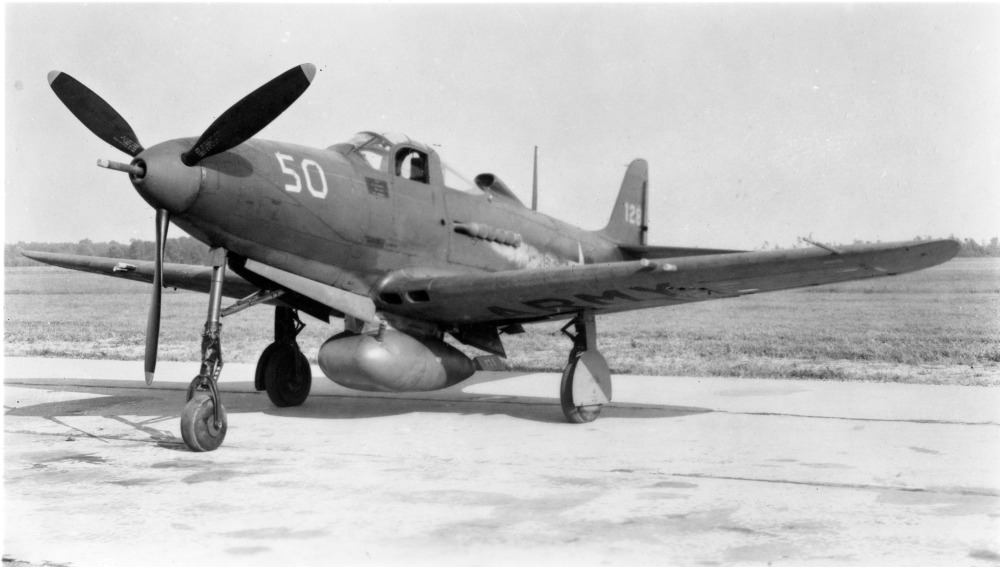
Самолёт Airacobra Bell P-39D

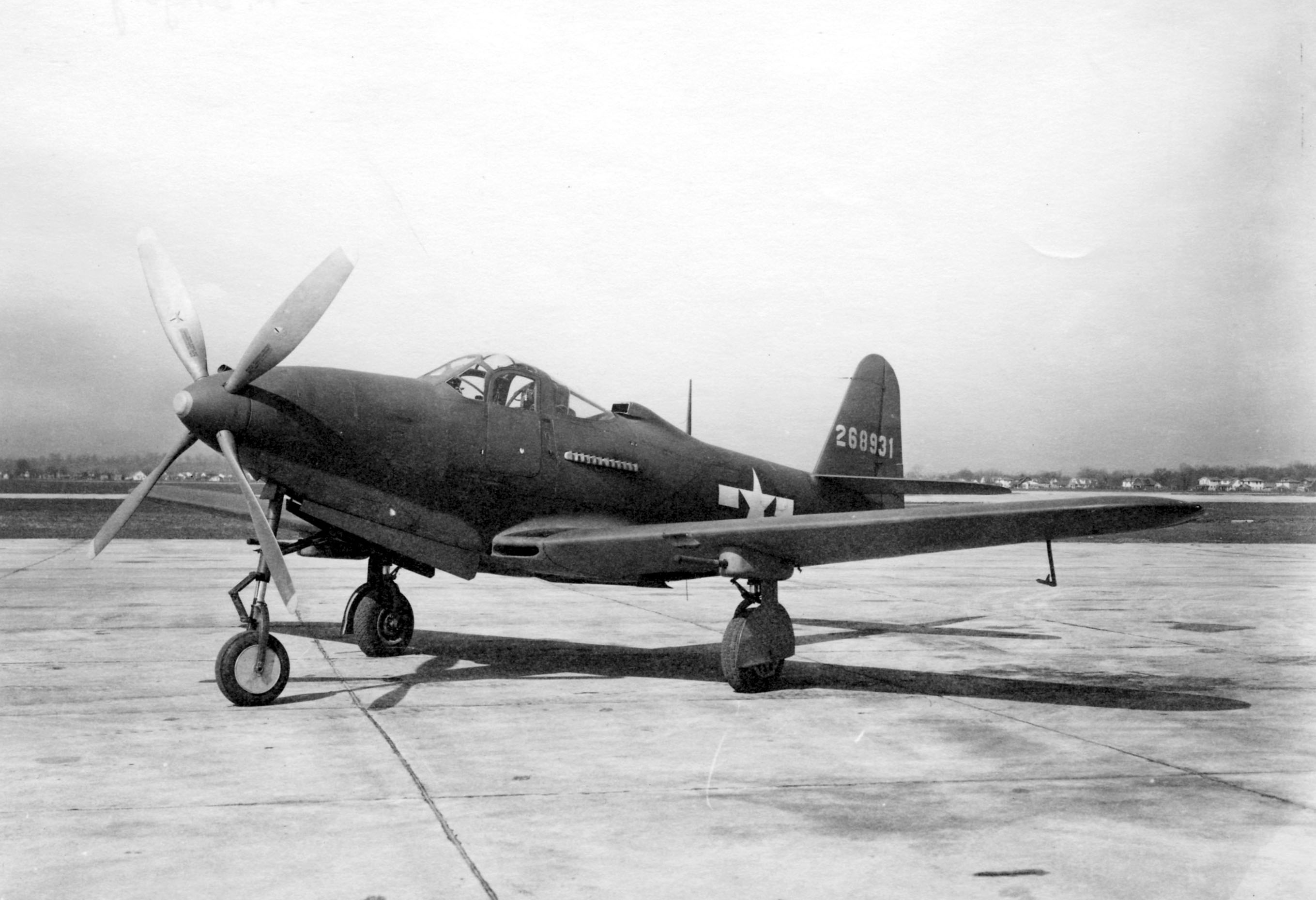
Самолёт P-63 Kingcobra

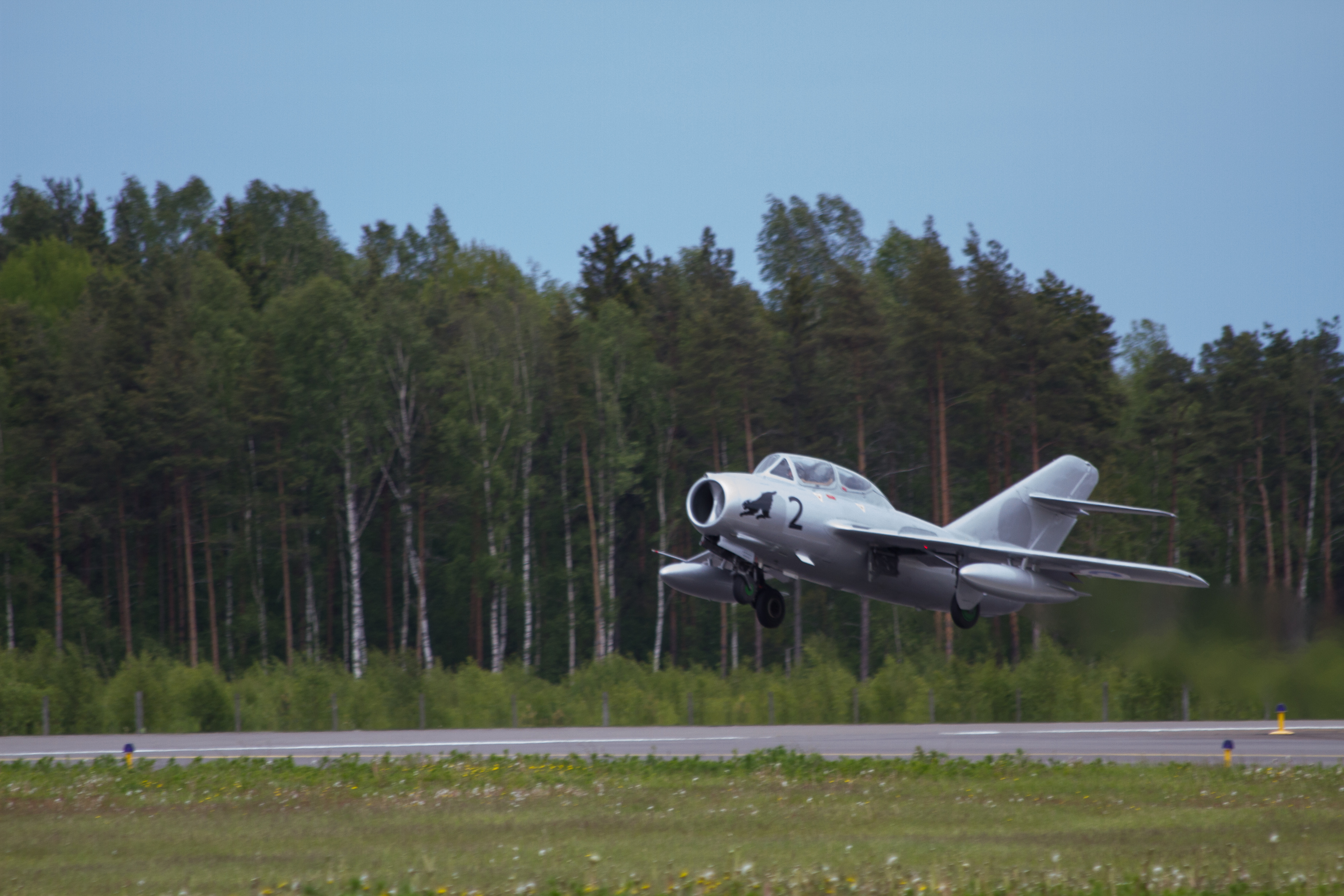
МиГ-15

- Сбито самолётов противника — 109, из них[1]:
  - в 15-й сад — 67;
  - в 6-м иак ПВО — 42.
- Уничтожено самолётов на аэродромах — 28.

Свои потери (по состоянию на 01.07.1942):
- боевые[1]:
  - лётчиков — 19, из них:
    - погибло в воздушных боях — 3
    - сбито ЗА — 1
    - не вернулось с боевого задания — 14
    - погибло в авиакатастрофах после боевого вылета — 1

  - самолётов — 48 (44 МиГ-3, 6 И-16), из них:
    - сбито в воздушных боях — 13
    - не вернулось с боевого задания — 19
    - сбито ЗА противника — 1
    - сбито ЗА своей — 3
    - уничтожено на аэродромах при эвакуации — 12

  - ИТС — 2
- небоевые[1]
  - лётчиков — 4
  - самолётов — 1 («Аэрокобра»)

### В действующей армии
В составе действующей армии:
- с 22 июня 1941 года по 1 октября 1943 года.

### Командиры полка
- майор Осадчий, Александр Петрович, апрель 1938 — март 1941[6];
- майор, подполковник Демидов, Нестор Филиппович, 17.07.1941 — 25.06.1943[1];
- майор Федотов Константин Григорьевич (погиб), 27.06.1943 — 13.01.1944[1];
- майор Даргис Павел Никодимович, 11.02.1944 — 31.12.1945[1].

### Послевоенный период истории полка
После войны в мае 1945 года полк перебазировался на аэродром Внуково. В мае 1949 года полк вошёл в состав 98-й гвардейской истребительной авиационной дивизии и перебазировался на аэродром Кричев. С 14 марта 1950 года начал осваивать самолёты МиГ-15. С 1954 года полк получил новые МиГ-17, а с 1963 года — Су-9, на которых летал до 1983 года. В 1981 году полк переучился на самолёты МиГ-25П.
В мае 1960 года из расформированной 98-й гвардейской иад передан непосредственно во 2-й корпус ПВО Московского округа ПВО. В 1993 году полк расформирован на аэродроме Кричев.
|  |  |

## Отличившиеся воины
- Холодов Иван Михайлович, заместитель командира эскадрильи 28-го истребительного авиационного полка ПВО (6-й истребительный авиационный корпус ПВО), старший лейтенант, Указом Президиума Верховного Совета СССР от 4 марта 1942 года удостоен высокого звания Героя Советского Союза со вручением ордена Ленина и медали «Золотая Звезда» за номером 664 за 226 боевых вылетов и 21 воздушный бой, в которых сбил 6 самолётов[8].
- Горбатюк Евгений Михайлович, командир эскадрильи 28-го истребительного авиационного полка ПВО (6-й истребительный авиационный корпус ПВО), старший лейтенант, Указом Президиума Верховного Совета СССР от 4 марта 1942 года удостоен высокого звания Героя Советского Союза со вручением ордена Ленина и медали «Золотая Звезда» за номером 665) за 203 боевых вылета и 26 воздушных боёв, в которых сбил 4 самолёта[9].

## Самолёты на вооружении
| Период      | Самолёты         |
| ----------- | ---------------- |
| 1938 — 1941 | И-15бис          |
| 1938 — 1941 | И-16             |
| 1941 — 1942 | МиГ-3            |
| 1942 — 1945 | Р-39 «Аэрокобра» |
| 1945 — 1950 | P-63 Kingcobra   |
| 1950 — 1955 | МиГ-15           |
| 1954 — 1963 | МиГ-17           |
| 1963 — 1981 | Су-9             |
| 1981 — 1993 | МиГ-25П          |

## Базирование
| Период            | Место базирования            |
| ----------------- | ---------------------------- |
| 1941 — 05.1945    | Монино (Московская область)  |
| 05.1945 — 05.1949 | Внуково (Московская область) |
| 05.1949 — 1993    | Кричев, Белорусская ССР      |

## Происшествия
- 4 июня 1964 года при выполнении тренировочного полёта на самолёте Су-9 на взлёте произошёл отказ двигателя. Старший лётчик полка капитан Дашкин Виктор Георгиевич, Военный лётчик 1-го класса, отвёл самолёт от цементного завода и жилых районов города Кричев, находящихся по курсу взлёта. Катапультироваться не успел. Погиб. К награде представлен не был. Имя лётчика-героя занесено в книгу Почёта Кричевского цементно-шиферного завода города Кричев. Возле места падения установлен обелиск. 9 мая 2005 года в городе Кричев на постаменте с самолётом Су-9 у аллеи Славы была торжественно открыта мемориальная доска, посвящённая подвигу легендарного лётчика[10][11].